# Strother Martin
Strother Martin, född 26 mars 1919 i Kokomo, Indiana, död 1 augusti 1980 i Thousand Oaks, Kalifornien, var en amerikansk skådespelare.

## Filmografi (filmer som haft svensk premiär)
- 1950 - I asfaltens djungel - Karl Anton Smith
- 1954 - Västerns son - Scotty
- 1955 - Silkessnöret - Stillman
- 1955 - Natt utan nåd - Harvey Wallace
- 1956 - Attack - sergeant Ingersol
- 1959 - De tappras väg - Virgil
- 1961 - Fallet Temple Drake - Dog Boy
- 1962 - Mannen som sköt Liberty Valance - Floyd
- 1962 - McLintock! - Agard
- 1964 - Inbjudan till revolverman - fiolspelare
- 1965 - Katie Elders fyra söner - Jeb Ross
- 1966 - Harper - en kille på hugget - Claude
- 1967 - Rebell i bojor - kapten
- 1967 - Rufflaren - Lovick
- 1969 - Butch Cassidy och Sundance Kid - Percy Garris
- 1969 - De sammanbitna - överste G Stonehill
- 1969 - Det vilda gänget - Coffer
- 1970 - Balladen om Cable Hogue - Bowen
- 1971 - Pengar eller livet - Lee Cottrill
- 1971 - Hannie Caulder - jakten på bröderna Clemens - Rufus Clemens
- 1972 - Ett jobb för Jim Kane - Bill Garrett
- 1972 - Kungskobran - doktor Carl Stoner
- 1975 - Streetfighter - Poe
- 1976 - Ös på, råskinn! - Billy
- 1977 - Slagskott - Joe McGrath
- 1978 - Slutet - doktor Waldo Kling
- 1978 - Upp i rök - Arnold Stoner
- 1979 - Utmaningen - Riley
- 1979 - Livsfarligt uppdrag - Louis Monk
- 1979 - Nattens vingar - Selwyn
- 1979 - Cactus Jack - Parody Jones
- 1980 - Hotwire - tjuvkoppling - "Vesslan"

## Medverkan i TV-serier
- Bröderna Cartwright - Cole Younger, 5 avsnitt
- Perry Mason - Gerald Sommers, 4 avsnitt